# Die Küche (1986)
Die Küche ist ein Dokumentarfilm des DEFA-Studios für Dokumentarfilme von Jürgen Böttcher aus dem Jahr 1986.

## Handlung
Während das Küchenpersonal im Dezember 1985 mit seiner täglichen Arbeit in der Hauptküche des VEB Neptun Werft Rostock beginnt, nutzt der Regisseur Jürgen Böttcher die Gelegenheit, die wichtigsten Daten zum Drehort zu vermitteln. Die Küchenleiterin Lilo Wendler, die Erste Köchin Gitti Wollgarten und Horst Hodura sind jeden Morgen gegen 5:00 Uhr die ersten, die hier eintreffen. Die Kalte Küche fängt aber bereits um 4:00 Uhr an zu arbeiten, denn es müssen täglich 3000 bis 4000 Brötchen geschmiert und belegt werden. Vor allen Dingen sind es Frauen, die die etwa 5000 Essen für die Werksangehörigen kochen müssen, einschließlich etwa 400 Essen für zwei Kindergärten, einen Veteranenklub und drei kleinere Betriebe. Hier arbeiten 33 Frauen und 6 Männer, von denen einige etwas später beginnen dürfen, da sie zuvor noch ihre Kinder versorgen müssen. In dieser Küche haben die Frauen das Sagen.
Hier wird alles frisch zubereitet, das heißt, alle Speisenbestandteile müssen erst einmal vorbereitet werden. So geht der Fleischer an die Schweinehälften, um das für den Tag benötigte Fleisch herauszuschneiden. Nur die Kartoffeln werden bereits geschält angeliefert, Blumenkohl, Mohrrüben und anderes Gemüse werden von den Mitarbeiterinnen kochfertig zubereitet, wobei natürlich eine Gemüsewaschmaschine eine große Hilfe ist. Und dann werden auch schon die ersten Kochkessel beschickt und in Betrieb genommen. Dabei wird auch darauf geachtet, dass die Kinder nicht so viel Salz bekommen. Diese essen aber am liebsten Milchsuppe mit Nudeln. Auf die Frage, wie die Kolleginnen wissen, was sie zu machen haben, antwortet eine von ihnen, dass das kein Problem sei, denn im Grunde sei es jeden Tag das Gleiche. Sie selbst arbeitet bereits seit 26 Jahren in dieser Küche, zu Hause kocht sie nicht, da ihr Mann zur See fährt. Nur wenn ihre Tochter am Wochenende kommt, gibt es eine Ausnahme. Eine weitere Kollegin, die bereits im Alter von 18 Jahren hier angefangen hat zu arbeiten, ist jetzt bereits elf Jahre im Betrieb. Man muss auch feststellen, dass die Kolleginnen sich oft gegenseitig unterstützen, wenn mal eine Hilfe erforderlich ist. Es wird viel gescherzt und die allgemeine Unterhaltung kommt auch nicht zu kurz, wenn man bei der Arbeit an einem Tisch zusammensteht. Nicht immer sind es Gruppen, die zusammenarbeiten, so wie die Kollegin, die allein die Hackbraten zubereitet, oder die Zwei, die die gekochten Eier schälen. Eine Pause gönnt man sich, wenn es der Arbeitsablauf erlaubt. Nun geht auch das Braten in den großen Pfannen los, Fisch, Spiegelei usw., auch das Portionieren des Nachtischs wird bereits von zwei Frauen übernommen.
Nun ist es an der Zeit, die Bain-Maries im Essensausgabebereich mit Wasser zu füllen, damit es noch rechtzeitig die richtige Temperatur erreicht. Vor dem großen Ansturm der Essenteilnehmer kann sich ein Teil des Personals noch einmal eine Pause gönnen, was eine Kollegin als die Ruhe vor dem Sturm bezeichnet. Und schon stehen die ersten Arbeiter an der Kasse, um die Marken für das gewünschte Essen zu erwerben. Bevor die Frauen nun an die Ausgabe gehen, machen sie sich noch ein wenig hübsch, um ein erfreuliches Bild abzugeben. Und dann geht es an mehreren Ausgabestellen los, schnell ist im Speisesaal jeder Platz belegt. In der Küche wird derweil weiter mit Hochdruck gearbeitet, um den Nachschub sicherzustellen. Inzwischen kommt das benutzte Geschirr auf dem Förderband zurück in die Küche. Hier wird es grob gereinigt, bevor es die Geschirrspülmaschinen durchläuft, um anschließend wieder zu den Ausgaben gebracht zu werden. Die Messer werden nach der Spülmaschine einzeln mit einem Tuch abgetrocknet und Löffel sowie Gabeln durchlaufen zusätzlich ein spezielles Gerät für Bestecke. Allein im Abwaschbereich sind während der Essenszeit zehn Frauen beschäftigt. Zur gleichen Zeit wird in der Küche mit der Reinigung der Geräte und der Räume begonnen. Es dauert nicht mehr lange, dann beginnt eine kleinere Küchenmannschaft zur Versorgung der Nachtschicht mit ihrer Schicht.

## Produktion und Veröffentlichung
Die Uraufführung des von der Künstlerischen Arbeitsgemeinschaft (KAG) document unter dem Arbeitstitel Küchenfrauen hergestellten Schwarzweißfilms fand am 15. Oktober 1986 während des 9. Nationalen Festivals des Dokumentar- und Kurzfilms der DDR in Neubrandenburg statt.
Für die Dramaturgie war Ulrich Eifler zuständig, das Szenarium erarbeiteten Jürgen Böttcher und Ulrich Eifler.

## Kritik
Klaus M. Fiedler schreibt in seinem Bericht vom 9. Nationalen Festival des Dokumentar- und Kurzfilms der DDR in Neubrandenburg in der Neuen Zeit:

„Böttcher ist seinem bewährten Prinzip treu geblieben. Er verzichtete weitestgehend auf den eingesprochenen Kommentar, wirkte nicht […] belehrend, dozierend, sondern er ließ seine Arbeit sprechen, die Bilder vor allem (ein Lob für Kameramann Thomas Plenert), die Frauen selbst. Auch in der Dramaturgie griff Böttcher auf sein gutes Rezept zurück, das da Chronologie heißt. Er blieb im Ablauf einer Schicht, also bei einem überschaubaren und alltäglichen Vorgang. Damit konnte sich der Zuschauer auf die Poesie der Bilder einstellen und begriff sehr schnell, wie schwer diese Arbeit nach wie vor ist, trotz vieler technischer Hilfsmittel. Und er sah Selbstsicherheit der Frauen, ihre schnellen, doch nicht hektischen Bewegungen, die kleinen Eitelkeiten, die Souveränität bei den Entscheidungen.“

Im Neuen Deutschland schreiben Horst Knietzsch und Ursula Scholz in ihrem Bericht von der XXIX. Internationalen Leipziger Dokumentar- und Kurzfilmwoche für Kino und Fernsehen über den von künstlerischer Askese geprägten Film:

„Den Frauen in der Küche der Rostocker Neptun-Werft wird auf die Hände, über die Schulter und ins Gesicht geschaut. Das Tagwerk der Köchinnen ist schwere Arbeit; […] Achtung, Hochachtung vermag dieser Film zu vermitteln, ein nicht zu unterschätzender Effekt.“